# Erikslund, Östersund
Erikslund är ett bostadsområde i stadsdelen Karlslund i Östersund som mellan 2015 och 2020 var klassat som en småort. Vid avgränsningen 2020 klassades bebyggelsen som en del av tätorten Östersund. Bostadsområdet ligger i Östersunds distrikt, strax norr om stadsdelen Körfältet och nära rondellen där Riksväg 87 utgår från Europaväg 45.
Området började växa upp som ett spontant uppkommet självbyggarsamhälle i början på 1920-talet och har fått sitt namn efter byggmästare Erik R Englund som ägde Erikslunds gård.